# ناحية غباغب
ناحية الصنمين إحدى نواحي سوريا تتبع إداريّاً لمحافظة درعا منطقة الصنمين ومركزها مدينة غباغب، بلغ تعداد سكان الناحية 45,793 نسمة حسب التعداد السكاني لعام 2004.

## بلدات وقرى ناحية غباغب
عالقين، عقربا، دير العدس، دير البخت، غباغب، جباب، كفر ناسج، كمونة، المال، منكت الحطب، منشية السبيل، موثبين، الطيحة.